# 石塚英蔵
石塚 英蔵（いしづか えいぞう、1866年9月1日〈慶応2年7月23日〉- 1942年〈昭和17年〉7月28日）は、日本の官僚、政治家。台湾総督、貴族院議員、枢密顧問官、日本赤十字社常議員。

## 経歴
現在の福島県会津若松市出身。会津藩士・石塚和三郎の長男として生まれる。共立学校、第一高等学校を経て、1890年（明治23年）7月、帝国大学法科大学政治学科を首席で卒業。同年同月、法制局試補となり、以後、法制局参事官、兼法制局書記官などを歴任。1894年（明治27年）12月から翌年7月まで内閣顧問官として朝鮮国に出張した。
1898年（明治31年）3月、医学系テクノクラートとしては実績があるものの、児玉源太郎台湾総督の下で行政全般を扱う民政局長起用には不安が持たれた後藤新平を補うため、同総督府の文官ナンバーツーとして勅任参事官に就任。以後、台湾総督府の参事官長、民政部外事課長心得、総務局長を歴任したが、後藤民政長官としばしば対立し、日露戦争中の1905年（明治38年）5月、児玉満州軍総参謀長が兼任する総兵站監の隷下に設けられた大連の関東州民政署民政長官を兼務となり、同年8月に民政長官の専任となって、後藤と勤務地が離れた。そして1906年（明治39年）9月、関東都督府が設立されると民政長官に就任したが、後藤が南満州鉄道総裁兼関東都督府顧問として赴任して来ると両者の確執が再燃し、1907年（明治40年）4月に民政長官を更迭され、同年9月、統監府に転じ参与官となった。統監府では監査部長、総務長官事務取扱を歴任。1910年（明治43年）10月、朝鮮総督府設置に伴い取調局長官に就任。1912年（明治45年）4月、朝鮮総督府農商工部長官となり、寺内正毅総督が退任する1916年（大正5年）10月まで在任し、同月21日、貴族院勅選議員に任命され、同和会に属し1934年（昭和9年）4月6日まで活動した。また、1916年10月に東洋拓殖株式会社総裁となり1923年（大正12年）12月まで在任した。
1929年（昭和4年）7月、第13代台湾総督に就任。霧社事件により1931年（昭和6年）1月に台湾総督を辞任した。
1934年（昭和9年）3月、枢密顧問官となり在任中に東京市牛込区原町で死去した。没後に勲一等旭日桐花大綬章が贈られた。墓所は多磨霊園。
長男（南洋興発勤務）の妻は竹下勇海軍大将の三女である。

## 栄典
位階
- 1891年（明治24年）11月28日 - 従七位[7]
- 1892年（明治25年）12月12日 - 正七位[7]
- 1895年（明治28年）11月26日 - 従六位[7]
- 1897年（明治30年）10月30日 - 正六位[7]
- 1898年（明治31年）5月30日 - 正五位[7][8]
- 1903年（明治36年）7月10日 - 従四位[7][9]
- 1907年（明治40年）5月31日 - 正四位[7][10]
- 1912年（大正元年）10月30日 - 従三位[7]
- 1930年（昭和5年）9月1日 - 正三位[7]
- 1938年（昭和13年）12月1日 - 従二位[7][11]

勲章等
| 受章年                     | 略綬 | 勲章名                   | 備考 |
| -------------------------- | ---- | ------------------------ | ---- |
| 1895年（明治28年）11月18日 |      | 明治二十七八年従軍記章   |      |
| 1895年（明治28年）12月9日  |      | 勲六等単光旭日章         |      |
| 1899年（明治32年）6月20日  |      | 勲五等瑞宝章             |      |
| 1900年（明治33年）12月20日 |      | 勲四等瑞宝章             |      |
| 1904年（明治37年）12月27日 |      | 勲三等瑞宝章             |      |
| 1906年（明治39年）4月1日   |      | 勲二等旭日重光章         |      |
| 1906年（明治39年）4月1日   |      | 明治三十七八年従軍記章   |      |
| 1909年（明治42年）4月18日  |      | 皇太子渡韓記念章         |      |
| 1911年（明治44年）6月13日  |      | 勲一等旭日大綬章         |      |
| 1912年（大正元年）8月1日   |      | 韓国併合記念章           |      |
| 1915年（大正4年）11月10日  |      | 大礼記念章（大正）       |      |
| 1920年（大正9年）11月1日   |      | 金杯一個                 |      |
| 1921年（大正10年）7月1日   |      | 第一回国勢調査記念章     |      |
| 1928年（昭和3年）11月10日  |      | 金杯一個                 |      |
| 1934年（昭和9年）4月29日   |      | 金杯一個                 |      |
| 1940年（昭和15年）8月15日  |      | 紀元二千六百年祝典記念章 |      |
| 1942年（昭和17年）7月28日  |      | 旭日桐花大綬章           |      |

外国勲章佩用允許
| 受章年                    | 国籍         | 略綬 | 勲章名                         | 備考 |
| ------------------------- | ------------ | ---- | ------------------------------ | ---- |
| 1909年（明治42年）9月16日 | 大韓帝国     |      | 勲一等太極章                   |      |
| 1910年（明治43年）5月30日 | イタリア王国 |      | サンモーリスエラザル第二等勲章 |      |
| 1910年（明治43年）7月15日 | 大韓帝国     |      | 韓国皇帝陛下南西巡幸記念章     |      |
| 1910年（明治43年）8月28日 | 大韓帝国     |      | 李花大綬章                     |      |
| 1911年（明治44年）6月12日 | ロシア帝国   |      | 神聖スタニスラス第一等勲章     |      |
| 1911年（明治44年）9月22日 | 大清帝国     |      | 二等第一双竜宝星               |      |
| 1934年（昭和9年）3月1日   | 満洲帝国     |      | 大満洲国建国功労章             |      |
| 1938年（昭和13年）7月9日  | 満洲帝国     |      | 勲一位景雲章                   |      |

## 親族
- 娘婿・石井康（1895-1968) - 外交官。サンフランシスコ総領事、タイ臨時代理大使、フィリピン公使などを経てアジア問題調査会理事長。陸軍大佐・石井忠利の長男。東京大学法学部卒。姉の夫に川越丈雄。